# Iván Hernández Dala
Iván Rafael Hernández Dala (Caracas, Venezuela; 18 de mayo de 1966) es un militar con el grado de mayor general y autoridad venezolano, que se desempeñó como el director de la Dirección General de Contrainteligencia Militar (DGCIM) y de la Guardia de Honor Presidencial de Venezuela hasta octubre de 2024, adscrita a la Fuerza Armada Nacional Bolivariana (FANB).

## Biografía

### Carrera militar
Jefe de la Dirección General de Contrainteligencia Militar (Dgcim) nombrado el 14 de enero de 2014. Hombre de confianza del Presidente Nicolás Maduro. Egresó de la Academia Militar del Ejército Bolivariano en la posición 29 de la promoción “Manuel Manrique” en 1988. El 25 de junio de 2018 se dio a conocer que fue sancionado por la Unión Europea y el 15 de febrero de 2019 la Oficina de Control de Bienes Extranjeros (Ofac) del Departamento del Tesoro de los Estados Unidos.
Comandante de la Guardia de Honor Presidencial de Nicolás Maduro desde 2014. Jefe de la Casa Militar, designado el 4 de septiembre de 2015. Mayor General del Ejército y jefe de la Dirección de Contrainteligencia Militar según la Gaceta Oficial número 40.333. Hombre de confianza del presidente Nicolás Maduro. Un reportaje del periódico Sexto Poder, publicado el 9 de octubre de 2014, señala que la exministra de la Defensa, Carmen Meléndez, tuvo mucha influencia en su ascenso castrense. Meléndez consideró su trayectoria como jefe de Casa Militar y hombre de confianza del fallecido presidente Hugo Chávez.

### Sanciones internacionales
El 25 de junio de 2018 se dio a conocer que fue sancionado por la Unión Europea. Se le prohibió viajar a este territorio comunitario y se activó la congelación de los bienes que puedan tener en la organización.

El 15 de febrero de 2019 la Oficina de Control de Activos Extranjeros (Ofac) del Departamento del Tesoro de los Estados Unidos informó que Iván Hernández Dala, junto a otros cuatro funcionarios del Gobierno de Nicolás Maduro, fue incluido en la lista de sancionados por el organismo norteamericano. El secretario del Tesoro, Steven Mnuchin, expresó a través de un comunicado que:
“estamos sancionando a los funcionarios a cargo del aparato de seguridad e inteligencia de Maduro, que han violado sistemáticamente los derechos humanos y han suprimido la democracia, incluso mediante la tortura y otros usos brutales de la fuerza”.
Las sanciones incluyen la congelación de activos y bienes que tenga bajo jurisdicción estadounidense y la prohibición a cualquier ciudadano o compañía del país norteamericano de realizar operaciones con ellos. Los otros funcionarios cercanos al oficialismo que reciben las sanciones son el presidente de Petróleos de Venezuela, Manuel Quevedo; el director de las Fuerzas de Acciones Especiales (Faes) de la Policía Nacional Bolivariana (PNB), Rafael Bastardo; el director del Servicio Bolivariano de Inteligencia Nacional (Sebin), Manuel Cristopher Figuera;  y el primer comisario del Servicio Bolivariano de Inteligencia Nacional (Sebin), Hildemaro Rodríguez Mucura.
El 15 de abril de 2019 Hernández Dala fue sancionado por el gobierno de Canadá, junto a otros 42 funcionarios del gobierno de Nicolás Maduro. De acuerdo a declaraciones de la ministra de relaciones exteriores canadiense, Chrystia Freeland, los funcionarios están siendo sancionados porque “están directamente implicados en actividades que socavan las instituciones democráticas”. Las sanciones incluyen la congelación de activos y la prohibición de que los funcionarios señalados realicen negocios o se les proporcionen servicios financieros o servicios relacionados en Canadá.
Durante levantamiento contra Nicolás Maduro en mayo de 2019, Hernández Dala fue nombrado como un potencial funcionario de alto mando que presuntamente se reunió con quienes planeaban derrocar a Maduro. Mientras fue director del DGCIM, institución señalada de detener y torturar a adversarios de Nicolás Maduro, Hernández Dala fue sancionado por la Unión Europea en junio de 2018, Suiza el 10 de julio de 2018, los Estados Unidos en febrero de 2019 y Canadá el 15 de abril de 2019.
El 2 de agosto de 2019 el secretario del Departamento de Estado de los Estados Unidos anunció que a Hernández Dala, y a su esposa, le fue revocada su visa estadounidense por “participar en violaciones graves de los derechos humanos”.
El 7 de agosto de 2019 el gobierno de Suiza sumó a su lista de sancionados a 18 funcionarios del gobierno de Nicolás Maduro, por “por violar los derechos humanos y socavar el estado de derecho y las instituciones democráticas”. Entre los sancionados figura el nombre de Hernández Dala.
Su nombre figura entre los 18 funcionarios del gobierno de Maduro sancionados por la Unión Europea. Las medidas de la UE implican a prohibición de viajar a territorio comunitario y la congelación de los bienes “por haber vulnerado los principios democráticos, el estado de derecho y la democracia”. Su nombre figura entre los 25 funcionarios del gobierno de Maduro sancionados por el gobierno de Suiza el 11 de octubre de 2019.
Su nombre figura entre los funcionarios y empresarios, relacionados con el gobierno de Maduro, sancionados por el Tratado Interamericano de Asistencia Recíproca el 3 de diciembre de 2019. Las sanciones incluyen la congelación de cuentas y la prohibición de ingresar a territorio de los países miembros del Tratado.
En marzo de 2024 el exdirector Manuel Cristopher Figuera del Servicio Bolivariano de Inteligencia Nacional (SEBIN) declaró que César Antonio Omaña Alcalá un médico empresario poseedor de la clínica estética "The Drip", es testaferro de Iván Hernández Dala. Tras acusaciones de violaciones de derechos humanos dejó el cargo ocupado durante 10 años en la DGCIM y 9 años comandante de la Guardia de Honor de Nicolás Maduro Moros, el 15 de octubre de 2024. Fue designado el 22 de noviembre de 2024 presidente de la Compañía Anónima Teléfonos de Venezuela Cantv, publicado en la Gaceta Oficial N°6.857.

#### César Omaña Alcalá
César Omaña venezolano nacido el 8 de abril de 1979 médico cirujano es considerado como doble espía que trabajaba para la Dirección  General de Contrainteligencia Militar (DGCIM) bajo el mando de Iván Hernández Dala, quienes manejan un presupuesto, que usan para apoyar a opositores al gobierno de Maduro como una manera de ganarse su confianza y así espiar sus movimientos, es acusado como testaferro del general Henández Dala, fue quien se encargó de la logística de la liberación de Leopoldo López y del excomisario Iván Simonovis que auxilió en alta mar, informaron que está detenido desde el 30 de julio de 2024 acusado de conspirar para liberar a los asilados en la embajada de Argentina.  también ha sido denunciado de encontrarse en Chile durante los días del secuestro y posterior asesinato del teniente Ronald Ojeda. En julio de 2025 se corrió el rumor de que había muerto sometido a una intensa tortura, donde perdió algunos dientes y las uñas. Sin embargo no hay un informe oficial, se espera un informe que esta pasando con César Omaña el espía doble.